# Бекир Жута
Бекир Жута (на албански: Beqir Zhuta; на македонска литературна норма: Беќир Жута) е политик от Република Македония от албански произход.

## Биография
Жута е роден в стружкото село Велеща на 22 септември 1935 година. През 1962 година завършва Икономическия университет в Скопие. Защитава докторска дисертация в областта на финансите на тема „Системата на финансиране на жилищното строителство в СР Македония“. Изпълнява различни политически ръководни функции, като член на Изпълнителния съвет на Събранието на Социалистическа република Македония в периода 1975-1983 година, съдия в Уставния съд на СРМ между 1975 и 1983. В периода 1986-1992 година е заместник-управител на Народната банка на Република Македония. Жута е на два пъти заместник министър-председател в първото и второто правителство на Република Македония.